# Welterbe in Ecuador

Zum Welterbe in Ecuador gehören (Stand 2016) fünf UNESCO-Welterbestätten, darunter drei Stätten des Weltkulturerbes und zwei Stätten des Weltnaturerbes. Ecuador ist der Welterbekonvention 1975 beigetreten, zwei Welterbestätten gehörten 1978 zu den ersten, mit denen die Welterbeliste eröffnet wurde. Die bislang letzte Welterbestätte wurde 2014 eingetragen.

## Welterbestätten
Die folgende Tabelle listet die UNESCO-Welterbestätten in Ecuador in chronologischer Reihenfolge nach dem Jahr ihrer Aufnahme in die Welterbeliste (K – Kulturerbe, N – Naturerbe, K/N – gemischt, (R) – auf der Roten Liste des gefährdeten Welterbes).
| Bild                                                     | Bezeichnung                                                     | Jahr | Typ | Ref. | Beschreibung |
| -------------------------------------------------------- | --------------------------------------------------------------- | ---- | --- | ---- | --- |
| Galapagosinseln                                          | Galapagosinseln (Lage)                                          | 1978 | N   | 1    | Die Galapagosinseln sind ein Archipel im östlichen Pazifischen Ozean. Aufgrund ihrer Entfernung von anderen Landmassen zeichnen sich die Galapagosinseln durch eine Vielzahl endemischer Tier- und Pflanzenarten aus.                                                                             |
| Stadtzentrum von Quito                                   | Stadtzentrum von Quito (Lage)                                   | 1978 | K   | 2    | Historischer Stadtkern von Ecuadors Hauptstadt Quito |
| Nationalpark Sangay                                      | Nationalpark Sangay (Lage)                                      | 1983 | N   | 260  | wichtiges Refugium für seltene Tiere wie z. B. Tapire, Brillenbären und Andenkondore. |
| Historisches Zentrum von Santa Ana de los Rios de Cuenca | Historisches Zentrum von Santa Ana de los Rios de Cuenca (Lage) | 1999 | K   | 863  | Historischer Stadtkern von Cuenca |
| Qhapaq Ñan – Anden-Straßensystem                         | Qhapaq Ñan – Anden-Straßensystem                                | 2014 | K   | 1459 | Die Anden-Hauptstraße Qhapaq Ñan war Teil des Inka-Straßensystems in Südamerika. Sie war die Hauptverbindung in Nord-Süd-Richtung und erstreckte sich über mehr als 6000 Kilometer. (grenzübergreifend mit Kolumbien, Chile, Peru, Bolivien und Argentinien, umfasst in Ecuador 24 Einzelstätten) |

## Tentativliste
In der Tentativliste sind die Stätten eingetragen, die für eine Nominierung zur Aufnahme in die Welterbeliste vorgesehen sind. 

### Aktuelle Welterbekandidaten
Derzeit (2016) sind fünf Stätten in der Tentativliste von Ecuador eingetragen, die letzte Eintragung erfolgte 2016. Die folgende Tabelle listet die Stätten in chronologischer Reihenfolge nach dem Jahr ihrer Aufnahme in die Tentativliste.
| Bild                                                        | Bezeichnung                                                 | Jahr | Typ | Ref. | Beschreibung |
| ----------------------------------------------------------- | ----------------------------------------------------------- | ---- | --- | ---- | --- |
| Nationalpark Machalilla                                     | Nationalpark Machalilla                                     | 1998 | K/N | 1080 | |
| Versteinerter Wald von Puyango                              | Versteinerter Wald von Puyango                              | 1998 | N   | 1081 | Versteinerter Wald mit fossilen Baumstämmen, Ammoniten und Trilobiten |
| Goldgräberstadt Zaruma                                      | Goldgräberstadt Zaruma (Lage)                               | 2016 | K   | 6089 | 1549 gegründete Goldgräberstadt in der Vizcaya-Kordillere, Ausbeutung der Goldmine seit 1537. Zaruma stand bereits 1998–2016 unter dem Titel "Stadt Zaruma" auf der Tentativliste (Ref. 1078) |
| Kulturelle Wegführung der Trans-Anden-Eisenbahn von Ecuador | Kulturelle Wegführung der Trans-Anden-Eisenbahn von Ecuador | 2016 | K   | 6090 | Strecke von Alausí nach Bucay vorbei am Nariz del Diablo |
| Mayo Chinchipe - Archäologische Landschaft von Marañón      | Mayo Chinchipe - Archäologische Landschaft von Marañón      | 2016 | K   | 6091 | Archäologische Stätten der Mayo-Chinchipe-Kultur |

### Ehemalige Welterbekandidaten
Diese Stätten standen früher auf der Tentativliste, wurden jedoch wieder zurückgezogen oder von der UNESCO abgelehnt. Stätten, die in anderen Einträgen auf der Tentativliste enthalten oder Bestandteile von Welterbestätten sind, werden hier nicht berücksichtigt.
| Bild                                       | Bezeichnung                                         | Jahr      | Typ | Ref. | Beschreibung                                                                                        |
| ------------------------------------------ | --------------------------------------------------- | --------- | --- | ---- | --------------------------------------------------------------------------------------------------- |
| Archäologische Stätte von Ingapirca        | Archäologische Stätte von Ingapirca (Lage)          | 1998–2016 | K   | 1079 | bedeutendste archäologische Stätte der Inka in Ecuador.                                             |
|                                            | Komplex präkolumbianischer Festungen von Pambamarca | 1998–2016 | K   | 1082 | |
| Seen von El Cajas und Ruinen von Paredones | Seen von El Cajas und Ruinen von Paredones          | 2003–2016 | K/N | 1778 | Seenlandschaft im Nationalpark Cajas mit den Ruinen des befindlichen Handelkontrollpunkts Paredones |